# Junichi Inoue
Junichi Inoue (n. 26 decembrie 1971, Prefectura Saitama, Japonia) este un patinator de viteză ce a reprezentat Japonia, medaliat olimpic. A participat la 2 ediții ale Jocurilor Olimpice (1992, 1994) în care a câștigat o medalie de aur.